# Risgrynsgröt

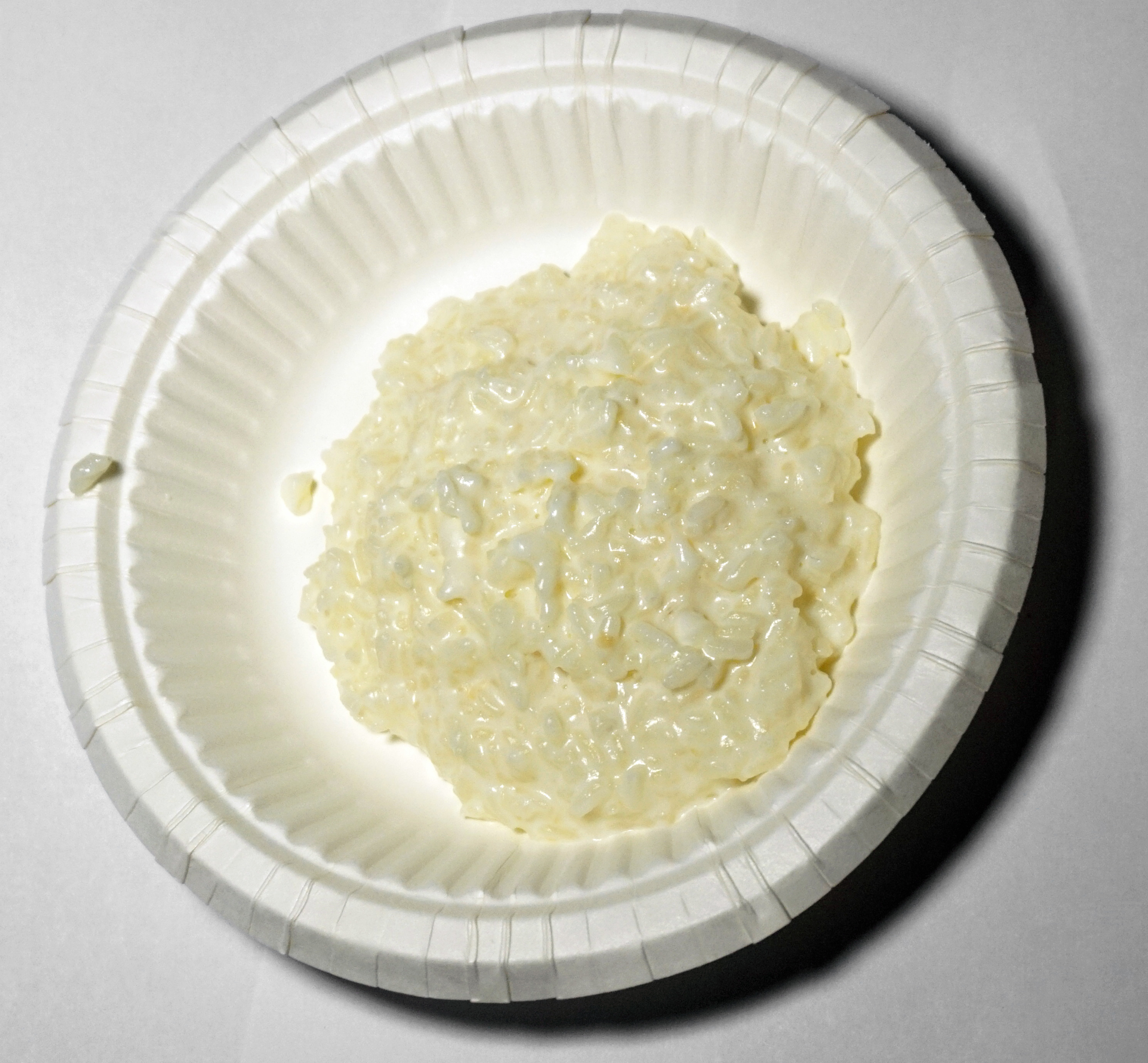
Naturell risgrynsgröt.

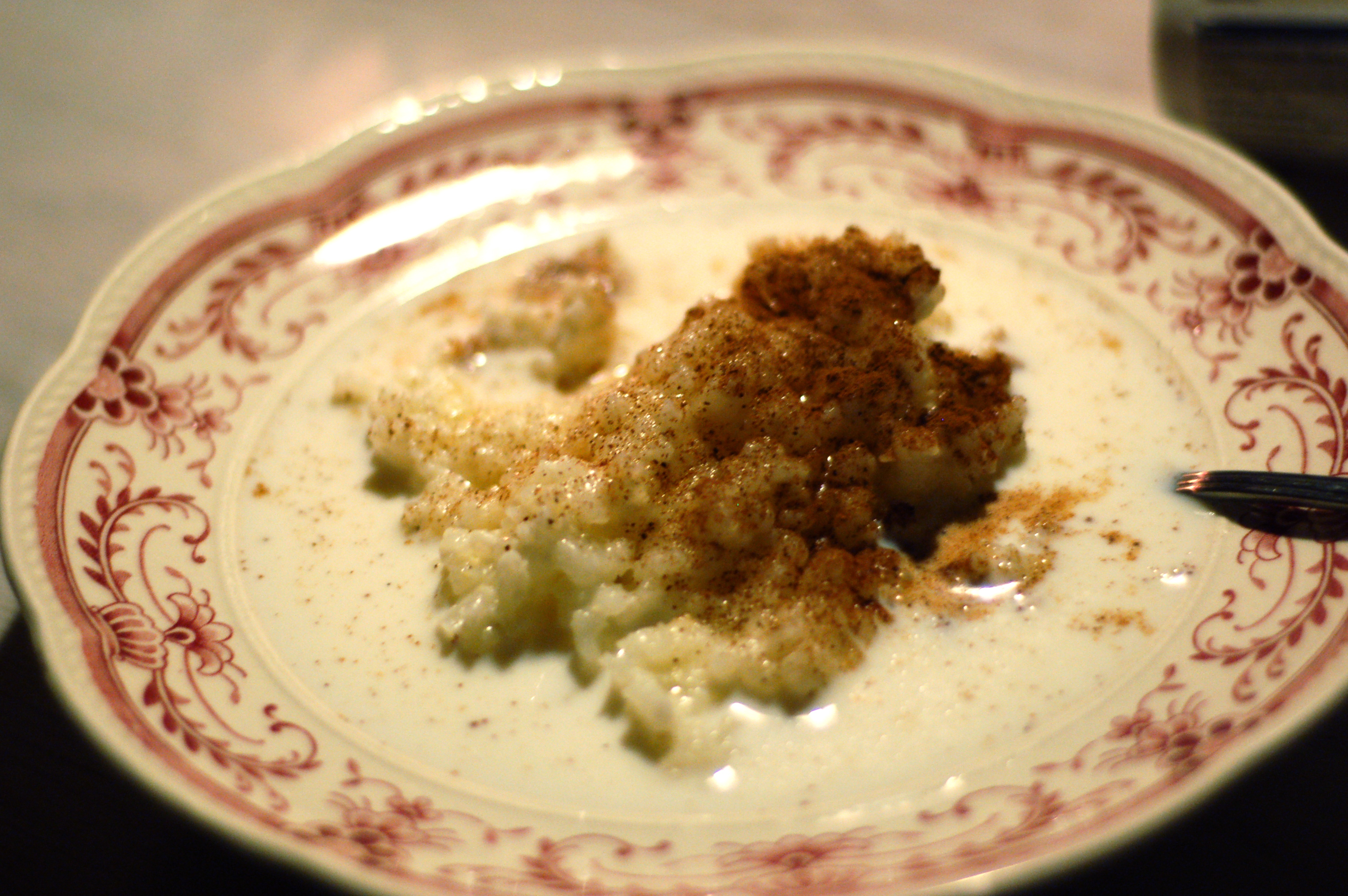
Risgrynsgröt i Sverige med socker, kanel och mjölk.

Risgrynsgröt (även kallad julgröt, tomtegröt och risgröt) är en maträtt som lagas på vatten, mjölk, kanel (ofta hel), runda risgryn (grötris) och lite salt.
Livsmedelsverket i Sverige avråder från att äta risprodukter som exempelvis risgrynsgröt dagligen på grund av innehållet av arsenik i riset. Barn bör inte äta det mer än fyra gånger i veckan.

## Historia
Gröt är en maträtt lika gammal som jordbruket självt, och ris har odlats i Asien sedan ca 3 000 f.Kr, där det sedan gammalt har använts i olika maträtter, bland annat puddingar. 
Risgryn importerades till Norden redan på 1300-talet. Det äldsta belägget för att man har ätit risgrynsgröt i Norden är från Malmöhus slott på julafton 1541 där det anges att man åt risgrynsgröt med russin, mandlar, socker och kanel.
Först under senare hälften av 1800-talet skulle risgrynsgröten komma att bli populär också bland vanligt folk, eftersom ris var en importerad och därför dyr vara som bara var tillgänglig för borgerskapet och adeln.

## Jultraditioner
Risgrynsgröt är en traditionell julrätt, men äts året om. Gröten äts oftast med kanel, socker, och med mjölk men också med sirap, smör, sylt eller saftsås. Ibland lägger man en skalad mandel i gröten, och enligt folktron blir den som får mandeln gift följande år. I Skåne, Danmark, Norge och Island är det vanligt att den som får mandeln erhåller en så kallad mandelgåva, och en vanlig tradition är att den som får mandeln förutsätts utsäga ett rim. I delar av Sverige förekom det under främst slutet av 1800-talet och under 1920- och 1930-talen så kallade grötdockor. Dessa små dockor var några enstaka centimeter långa, vanligtvis tillverkade av porslin, och lades i gröten som gåva eller istället för mandel.
Eventuell överbliven gröt blir ofta basen för en dessert. Några exempel är: 
- Risgrynspudding, gratinerad gröt med ägg och russin tillsatt
- Ris à la Malta, kall gröt + vispad grädde smaksatt med vaniljsocker och strösocker
- apelsinris (på vissa håll i landet även det kallat ris à la Malta), kall gröt, sötad vispad grädde och apelsinbitar)
- Gotländsk saffranspannkaka är en annan dessert som kan göras på överbliven risgrynsgröt

På julaftonskvällen bör enligt folktron en tallrik risgrynsgröt med en klick smör i sättas ut till gårdstomten för att hålla denne på gott humör. Underlät man detta kunde det hända att tomten hämnades, kanske genom att se till att bondens kor gick i sin.
Det var först under 1800-talet som det blev vanligt att koka julgröten på risgryn. Tidigare användes korn- eller rågmjöl. För att göra gröten extra god och smakrik tillsattes grädde, ägg och smör, om man hade råd.
Både torkat grötris och konserverad, färdiglagad risgrynsgröt är idag vanligt förekommande produkter i dagligvaruhandeln.

## I olika länder

### Danmark

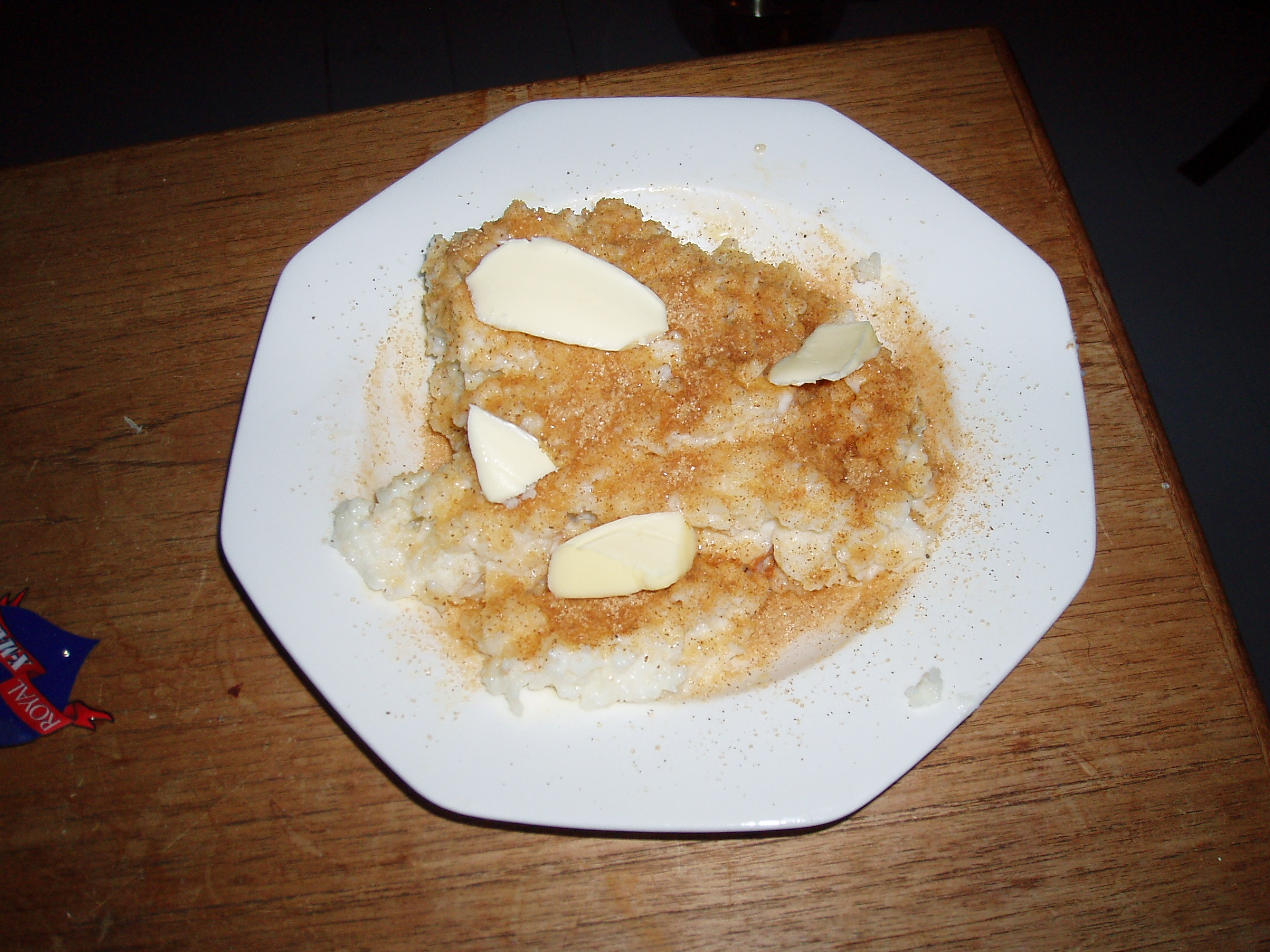
Risgrynsgröt i Danmark med socker, kanel och smör.

I Danmark äter man ofta risgrynsgröt med socker, en klick smör och kanel till lunch på julaftonen. Den som får mandeln får en mandelgåva, oftast en marsipangris eller chokladask. Danskar äter även risalamande, den danska förlagan till ris à la Malta, som serveras till dessert på julafton. Den lagas av risgrynsgröt med lite socker och vanilj samt några droppar bittermandelolja. När gröten kallnat rör man i lättvispad grädde, ofta också flisad mandel. Rätten serveras med kall körsbärssås.

### Finland
I Finland ser julgrötstraditionerna ut ungefär som i Sverige, fast ofta serverad med saftsås. Den som erhåller mandeln sägs bli gift följande år. Osötad risgrynsgröt används som fyllning i karelska piroger.

### Indien
I Indien äter man kheer, som tillagas genom att koka mjölk, socker och ris till en gröt eller pudding. Många lokala varianter finns. Sockret kan bytas ut mot sockerrör. Riset kan bytas ut mot exempelvis bulgur, hirs, vete, vermiceller, söt majs, eller tapioka. Rätten kan smaksättas med kokosnöt, kardemumma, russin, saffran, cashewnötter, pistaschnötter, mandlar eller andra torkade frukter och nötter. Rätten äts vanligen som dessert.

### Island
På Island äts julgröten till lunch på julafton. Traditionellt innehåller risgrynsgröten russin och serveras med socker, kanel och mjölk eller grädde. På Island innebär mandeln i julgröten att man får en mandelgåva. Men det ska helst vara en sådan som hela familjen kan ha glädje av, en chokladask eller ett spel. Det är även vanligt att mandeln läggs i glass eller fromage, som äts som dessert på julaftonskvällen.

### Kina
I Kina kokar man risgrynsgröt utan mjölk, zhou, antingen på vatten eller på buljong, och äter den med tusenåriga ägg, salta ankägg, kokta fläskben, strimlad salladslök och överbliven middagsmat. Man kokar också upp överblivet ris med vatten till en grynig välling, pao fan.

### Norge

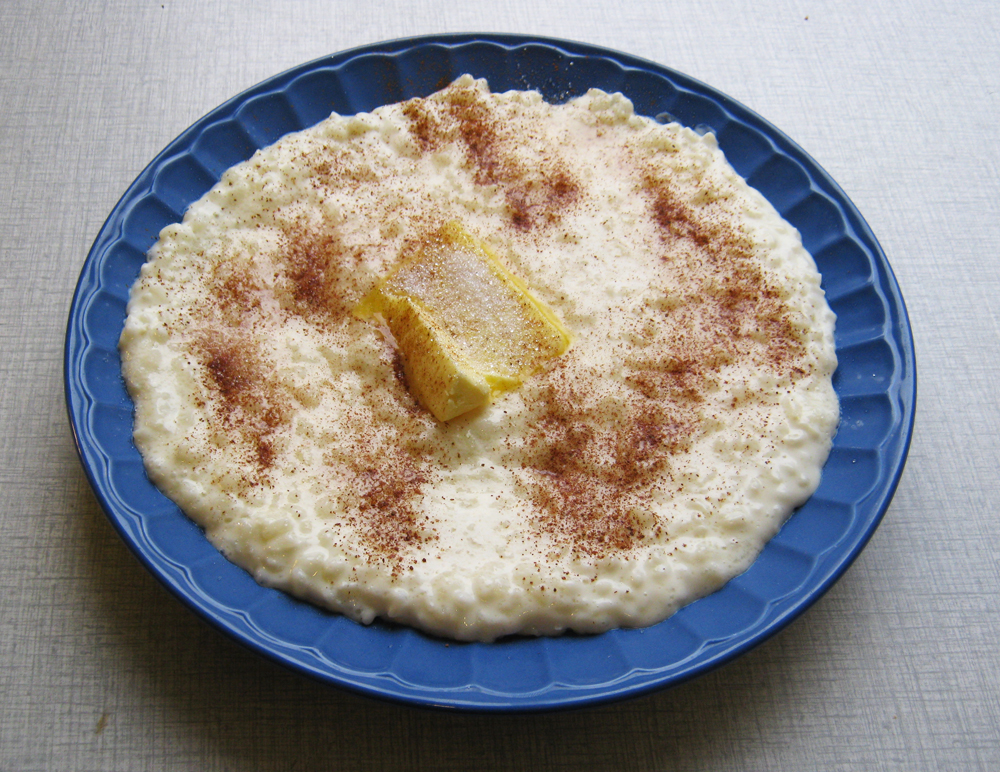
Risgrynsgröt som den serveras i Norge, med en smörklick i mitten.

I Norge serveras risgrynsgröt vanligen med socker, kanel och klick smör i mitten (kallad smørøye). På vissa ställen dricker man saft ur ett glas i stället för mjölk. Den som får mandeln erhåller en mandelgåva. En variant av Ris à la Malta kallas riskrem.